# 电火花加工

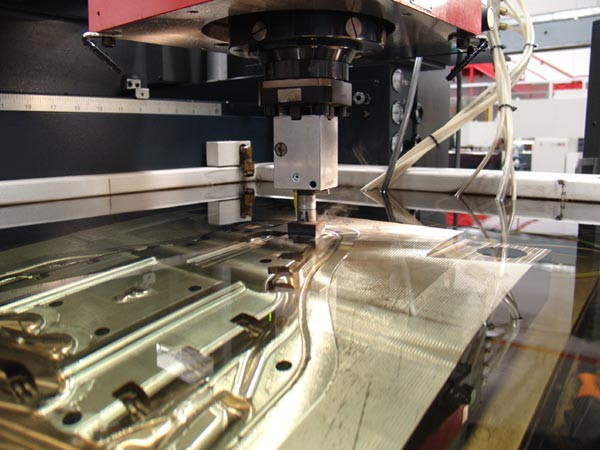
电火花加工机

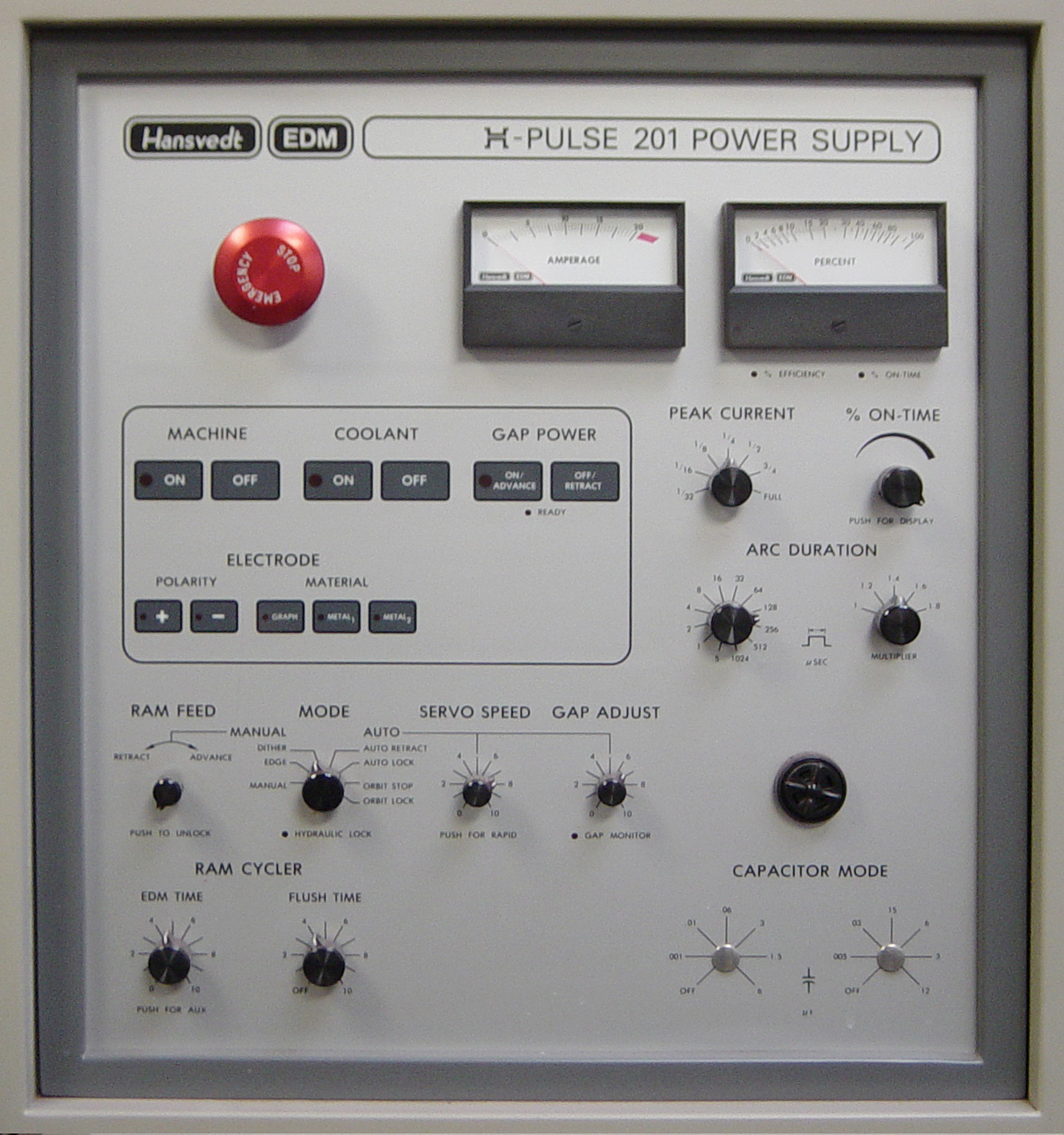
电火花加工控制面板

放電加工（英語：electrical discharge machining，EDM），是一種藉由放電產生火花，使工件成為所需形狀的一種製造工藝。介電質液體分隔兩電極並施以電壓，產生週期性快速變化的電流放電，以加工材料。其中一個電極稱為工具電極，或稱為極頭，另一個電極則稱為工件電極，或簡單稱作工件。在放電加工的過程中，工具電極和工件電極間不會有實際的接觸。
當兩個電極間的電位差增大時，兩電極之間的電場亦會增大，直到電場強度高過介電強度，此時會發生介電質崩潰，電流流過兩電極，這個現象和電容崩潰一樣（參見崩潰電壓），移除部分電極材料。當電流停止時，新的介電質會流到電極間的電場，排除固體顆粒，而介電質的絕緣性恢復。在電流流過之後，兩電極間的電位差會回到介電質崩潰之前，如此可以重複進行新一次的介電質崩潰。

## 歷史
放電的侵蝕現象最早在1770年由英國物理學家約瑟夫·普利斯特里發現。

### 型腔放電加工
1943年，兩位俄國學者拉扎連科夫婦（Dr. B.R. Lazarenko 及 Dr. N.I. Lazarenko）受命研究防止鎢電極接觸時造成火花而侵蝕的現象。雖然研究失敗了，但他們發現只要將電極放在介電質液體中，這種侵蝕現象可以被很精確的控制，這讓他們發明了放電加工機，用以加工難以加工的材料，像是鎢。他們發明的機器也被稱作RC電路機器，因為他們使用RC電路將電極充電。
同一時期，美國的一組人馬哈羅德·斯塔克（Harold Stark）、維克多·哈丁（Victor Harding）和傑克·比弗（Jack Beaver）也發明放電加工機，用來移除在鋁鑄件裡斷掉的鑽頭和牙攻。起初他們使用微弱的電蝕刻工具製作，但不成功，在使用了更強大的火化、自動重複的火花和電磁斷續器排列而成的液體置換功能後，成了實用的機器，他們的機器可以在一分鐘內產生60次火花，後來改進的真空管電路可以在一分鐘之內產生數千次火花，顯著的增加切削速度。

### 線切割放電加工
線切割放電加工機在1960年代出現，最初是為了用硬化鋼製造工具（模具）。在線切割放電加工機，工具電極是一條線。為了避免線的侵蝕而造成斷裂，線被捲在兩個捲軸之間，使線上進行切割的部分持續改變。最早的數位控制（Numerial controlled, NC）機器是從穿孔帶垂直型銑床轉變而來，蘇聯在1967年製造出最早商業化的數位控制線切割放電加工機。
可以光學追蹤工程圖的機器最早由大衛·H·迪爾邦（David H. Dulebohn）在安德魯工程公司的團隊製作出來，原先是為了銑床和磨床而做。工程圖後來被數值控制工具機（CNC）控制的繪圖儀製作，以獲得更高的精度。使用 CNC 繪圖儀和光學線追蹤技術的線切割放電加工機在1974年被製造出來。迪爾邦用相同的 CNC 程式直接控制放電加工機，而第一台 CNC 放電加工機在1976年被製造出來。
1980年代，放電加工機採用工業級 CPU 控制，實現G代碼編輯等功能，极大的提升了使用性能。至1990年代，采用了多轴控制及刀库（ATC）技术。近年，无电阻技术、直线导轨技术、混粉技术等一批新工艺也成功运用在放電加工機上。

## 應用
放電加工广泛应用在模具制造、机械加工行業。放電加工可以用来加工传统切削方法难以加工的超硬材料和复杂形状的工件，通常用于加工导电的材料，可以在诸如钛合金、工具钢、碳钢和硬质合金等难加工材料上加工复杂的型腔或者轮廓。
应用这种加工方法的机床主要有：
- 放電成型加工机床：工具电极一般采用石墨或紫铜，工具和工件浸没在煤油基工作液中，通过放电把工具电极上的形状复制到工件上。
- 放電线切割加工机床：采用去离子水（Deionized water）作为绝缘介质，采用黄铜丝或黄铜镀锌丝作为工具电极（ 中国发明的往复走丝电火花加工线切割机床通常采用乳化液，采用钼丝作为工具电极）。

## 放電加工區

### 優點
放電加工具有以下的優點：
- 可以製造傳統切削加工機所無法生產的奇形异面。
- 加工堅硬的材料也可以有好的公差精度。
- 傳統加工機的切削力可能會損壞小型的工件，但放電加工沒有此情形。
- 容器和管道内部的尖角加工
- 细小深孔加工,直径可达0.015"

### 缺點
放電加工具有以下的缺點：
- 不能加工非導體（已經有技術可以加工陶瓷材料）。
- 加工速度緩慢。
- 加工成本高。

## 線切割
隨著更嚴格的公差，多軸線切割加工中心機新增許多功能。像是多條線同時切割兩個部份、控制線的磨損、斷線時自動穿線、優化加工步驟。
線切割常用於需要低殘留應力的地方，由於線切割幾乎沒有存在切削力，所以不會對材料增加應力。也幾乎不會影響材料的機械性能。

## 放電加工分类
- 放電线切割，区分快走丝线切割，中走丝线切割，慢走丝线切割。

快走丝线切割的走丝速度为6～12 m/s，电极丝作高速往返运动，切割精度较差。
中走丝线切割是在快走丝线切割的基础上实现变频多次切割功能，是近几年发展的新工艺。
慢走丝线切割的走丝速度为0.2m/s，电极丝做低速单向运动，切割精度很高。
- 放電成型机，区分CNC放電成型机及ZNC放電成型机。

CNC放電为三轴或多轴数控放電成型机，ZNC放電单轴数控放電成型机。
- 专用放電，如轮胎模具专用放電，鞋模专用放電等等

### 引用
1. ↑  Krar, Stephen F. and Gill, Arthur R. (2003) Exploring Advanced Manufacturing Technologies, Industrial Press Inc. ISBN 0831131500. p. 6.2.1
2. ↑  Jameson 2001，第8頁.
3. ↑  Jameson 2001，第10–12頁.
4. ↑  Dulebohn, "Tracer controlled machining by electrically induced erosion", 美國專利第3,614,372号, filed 4 December 1969, issued 19 October 1971.
5. ↑  Jameson 2001，第12–17頁.

### 書目
- Jameson, E. C. . SME. 2001. ISBN 978-0-87263-521-0. （原始内容存档于2011-09-28）.